# Biedronka
Biedronka (укр. сонечко, бедрик) — велика мережа дисконтних магазинів у  Польщі та Словаччині.
Належить компанії «Jerónimo Martins Polska», дочірньому підрозділу португальської групи «Jerónimo Martins». За вартістю польських брендів займає друге місце, поступаючись лише нафтовій компанії «Orlen» (за підсумками 2015 року).
За кількістю магазинів це найбільша іноземна мережа роздрібної торгівлі в Польщі. На середину 2015 року «Biedronka» налічувала понад 2 800 магазинів, в яких працюють понад 55 000 працівників. В 2012 році кожні 36 годин відкривався новий магазин мережі «Biedronka».
Станом на 2024 рік — найпопулярніша мережа супермаркетів у Польщі, яка налічує 3 596 магазинів у понад 1 300 населених пунктів Польщі. Від 2023 року присутня на словацькому ринку (створено дочірню компанію), а на кінець 2024 року планується відкриття перших п'яти магазинів у містах Левиці, Нове Замки, Повазька Бистриця, Сениця та Зволен.

## Назва
Назва мережі перекладається українською мовою як «сонечко» або більш зближено до польської — «бедрик».
Правильна польська вимова — [bʲjɛˈdrɔ̃nka], тобто бєдронка, з твердим р, попри неправильну, поширену серед українських мігрантів вимову б'єдрьонка з м'яким рь.

## Історія
Історія мережі бере свій початок з 1994 року, коли Маріуш Швітальський відкрив перший магазин «Biedronka».
У 1997 році група «Jerónimo Martins» придбала мережу з 210 магазинів «Biedronka» в «Elektromis», після чого Швітальський зайнявся новим проєктом — невеликими магазинами біля будинку «Żabka», водночас допомагаючи «Jerónimo Martins» з вибором земельних ділянок для нових магазинів «Biedronka». На 2012 рік мережа налічувала вже 2000 магазинів. У вересні 2014 року мережа відкрила 2500-й магазин, а в лютому 2019 року — 3000-й магазин.
У 2008 році було придбано 120 магазинів німецької мережі «Plus», які перетворено на магазини «Biedronka». У рейтингу щоденника «Rzeczpospolita» «Список 500 найбільших компаній Польщі» «Biedronka» щороку займає вище місце від попереднього. В аналогічному рейтингу, підготовленому тижневиком «Polityka», «Jerónimo Martins Polska SA» посіла 5-е місце у 2009 році та 4-е місце у 2010 році, яке зберегла у 2011 році.

### Звинувачення у порушенні прав працівників

Картка програми лояльності мережі «Moja Biedronka».

У квітні 2004 року у програмі TVN «Uwaga!» показали сюжет, в якому йшлося про те, що працівники мережі «Biedronka» не отримують належні виплати за понаднормовий час і що регулярно підробляються трудові документи, щоб приховати ці порушення. Дані надані Боженою Лопацькою, яка працювала менеджером магазину «Biedronka» в Ельблонзі. Після показу програми було порушено низку позовів проти власників мережі, але лише в окремих випадках вина роботодавця була визнана. Самій Лопацькій апеляційний суд у Гданську призначив компенсацію у 26 000 злотих за 2,5 тис. надгодин.
У першій половині 2007 року суди розглянули 27 справ проти JMD. Власники «Biedronka» програли шість, виграли десять справ, а решта справ визнані недійсними.
У січні 2009 року Люблінський апеляційний суд відхилив апеляційну скаргу JMD на рішення суду першої інстанції у справі, яку мережа порушила проти Асоціації потерпілих «Wielkie Sieci Handlowe Biedronka» за неправдиві звинувачення, опубліковані в інтерв'ю президента асоціації в регіональному щоденнику «Kurier Lubelski», оголосивши власника комерційної мережі «Biedronka» «через нечесну поведінку (…) не може ефективно вимагати правового захисту своїх прав». Таким чином, він підтримав рішення окружного суду, який відхилив позов JMD, наголошуючи на тому, що звинувачення проти мережі були підтверджені, серед інших під час аудиту, а також в інших рішеннях суду.
Окружний суд заявив, що «практично ніколи працівники не працювали відповідно до змін та домовленого робочого часу. Часто працівники з першої зміни залишалися на роботі до 1–2 години наступної, а інколи навіть довше». Окружний суд у Білостоці визнав керівників районів «Biedronka» винними у підбурюванні керівників магазинів: за фальсифікацію обліку робочого часу, постійне порушення прав працівників та зайняття більше робочого часу, передбаченого договором.

## Оплата банківською карткою

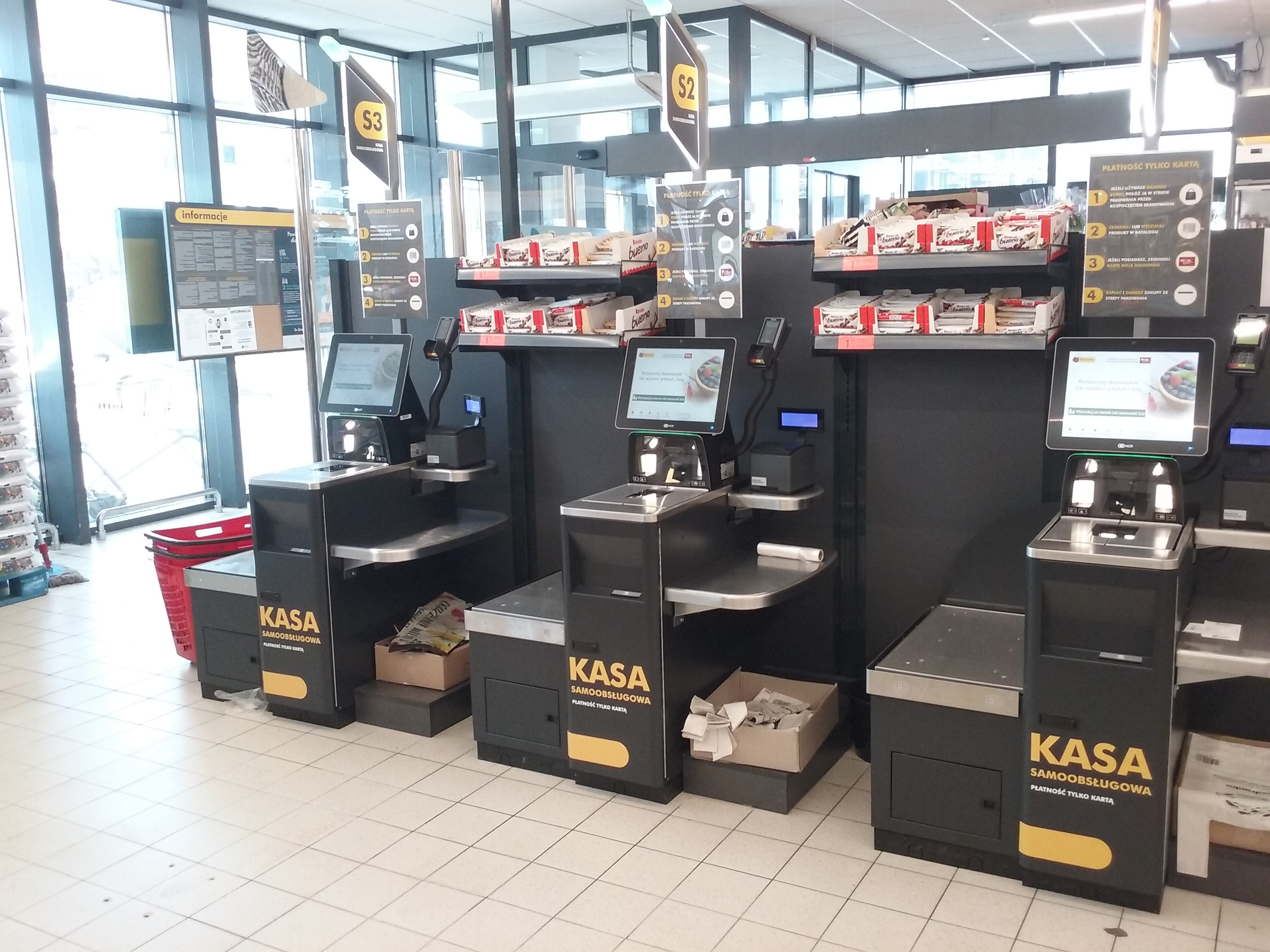
Каси самообслуговування, встановлені в магазинах мережі, які приймають тільки безготівкові платежі.

Протягом кількох років з моменту створення загальнонаціональної мережі та набагато пізніше конкуруючих мереж до жовтня 2013 року «Biedronka» не приймала безготівкові платежі, аргументуючи це тим, що плата за банківські послуги та організацію транзакцій зависока (в середньому в Польщі становила 1,7 % та на той час була одними з найвищих в Європі), тож якщо «Biedronka» прийняла половину своїх операцій в електронному вигляді, їй довелося б платити 200—250 млн злотих комісійно щорічно. З іншого боку, витрати, пов'язані з використанням лише готівкових коштів (транспорт, охорона, підрахунок), орієнтовні витрати становили б 0,3-0,4 % доходів.
Політика компанії змінилася, коли 21 жовтня 2013 року мережа магазинів «Biedronka» зробила доступною для клієнтів мобільну платіжну систему «iKASA». Завдяки цій платформі люди, які мають рахунок в «Alior Bank» або «Getin Bank», могли здійснювати платежі по телефону в магазинах «Biedronka». Клієнти банку «Pekao» також могли користуватися мобільними платежами в магазинах «Biedronka» на основі системи «PeoPay». Ситуація змінилася в 2014 році, коли максимальна комісія за розрахунки картками була знижена (до 0,5 %, а потім до 0,2 %). 16 червня 2014 року «Biedronka» ввела оплату платіжною карткою (VISA, MasterCard). Bank Pekao SA обслуговує готівкові та безготівкові операції мережі «Biedronka».

## Цікаві факти
- Свого часу рекламі мережі посприяв чинний тоді прем'єр-міністр Польщі Дональд Туск, який на слова Ярослава Качинського про те, що Biedronka є магазином для бідних відповів, що сам купує продукти у цих магазинах. За оцінками аналітиків, після цього продажі мережі зросли на 5 %[25].
- Із 24 по 30 січня 2019 року в мережі проходив Український тиждень, під час якого можна було придбати сало, цукерки Roshen і пиво Оболонь.[26]

## Галерея

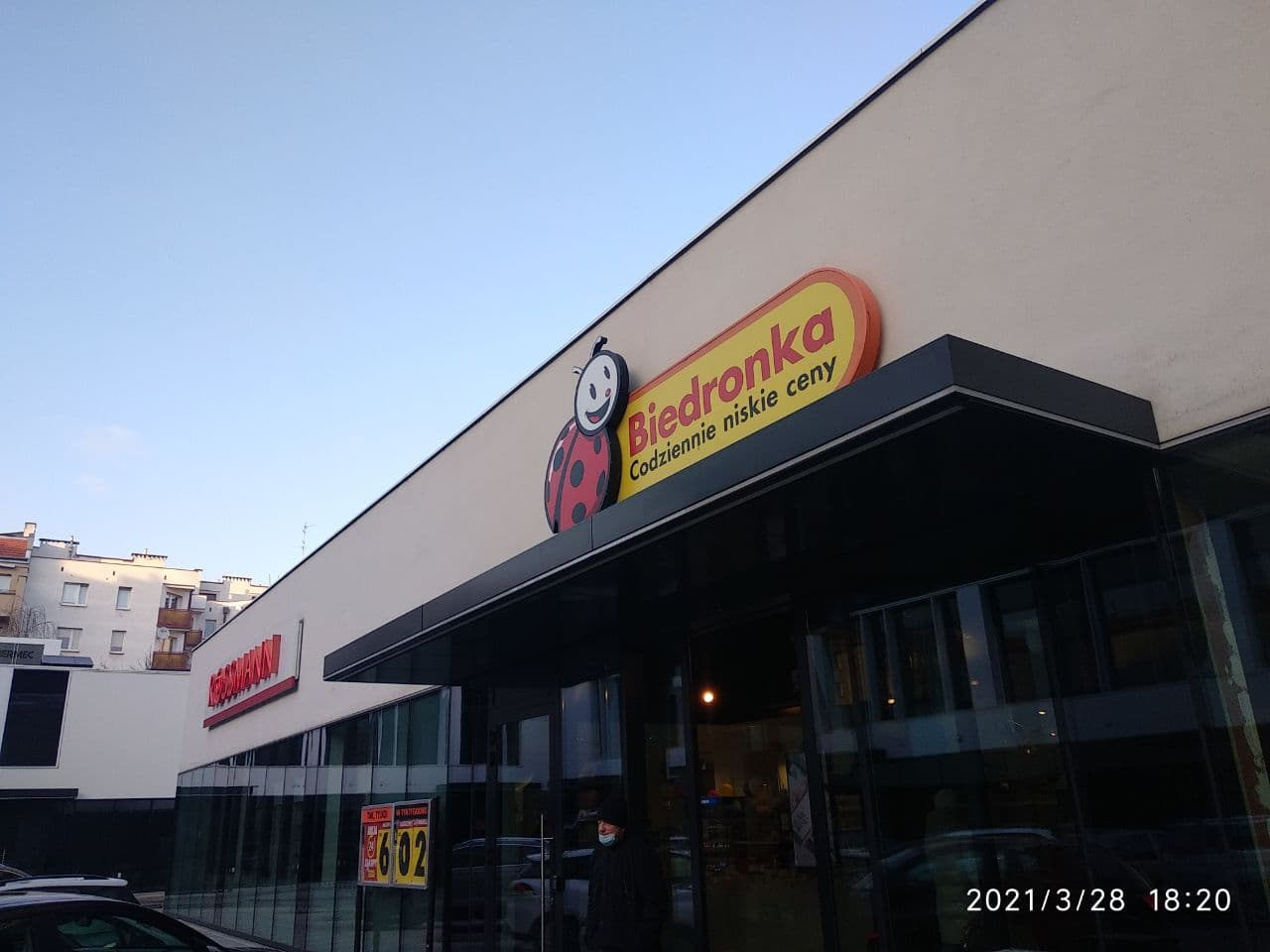
Магазин оновленого дизайну у Вроцлаві
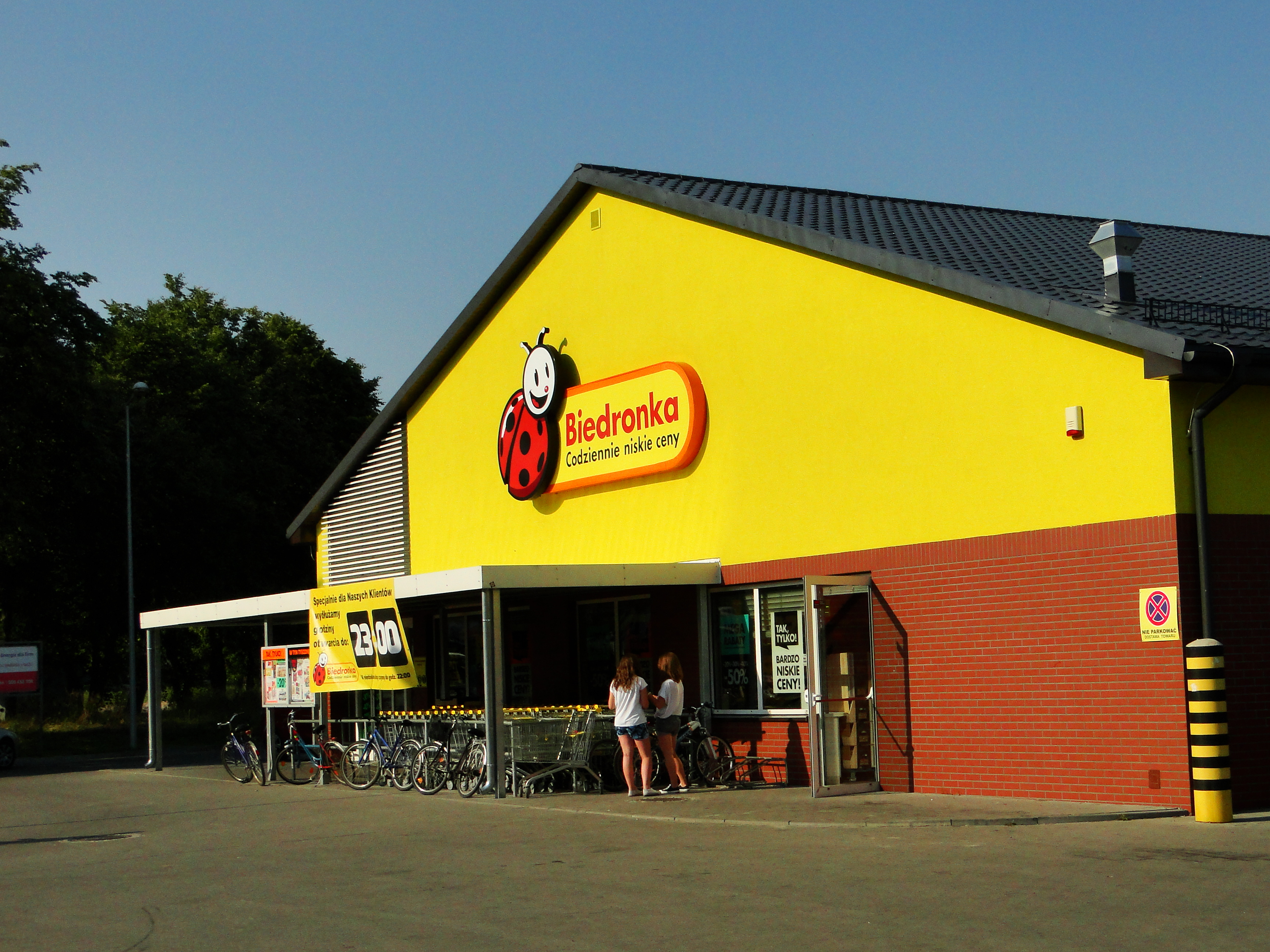
Магазин Biedronka в Пецкі
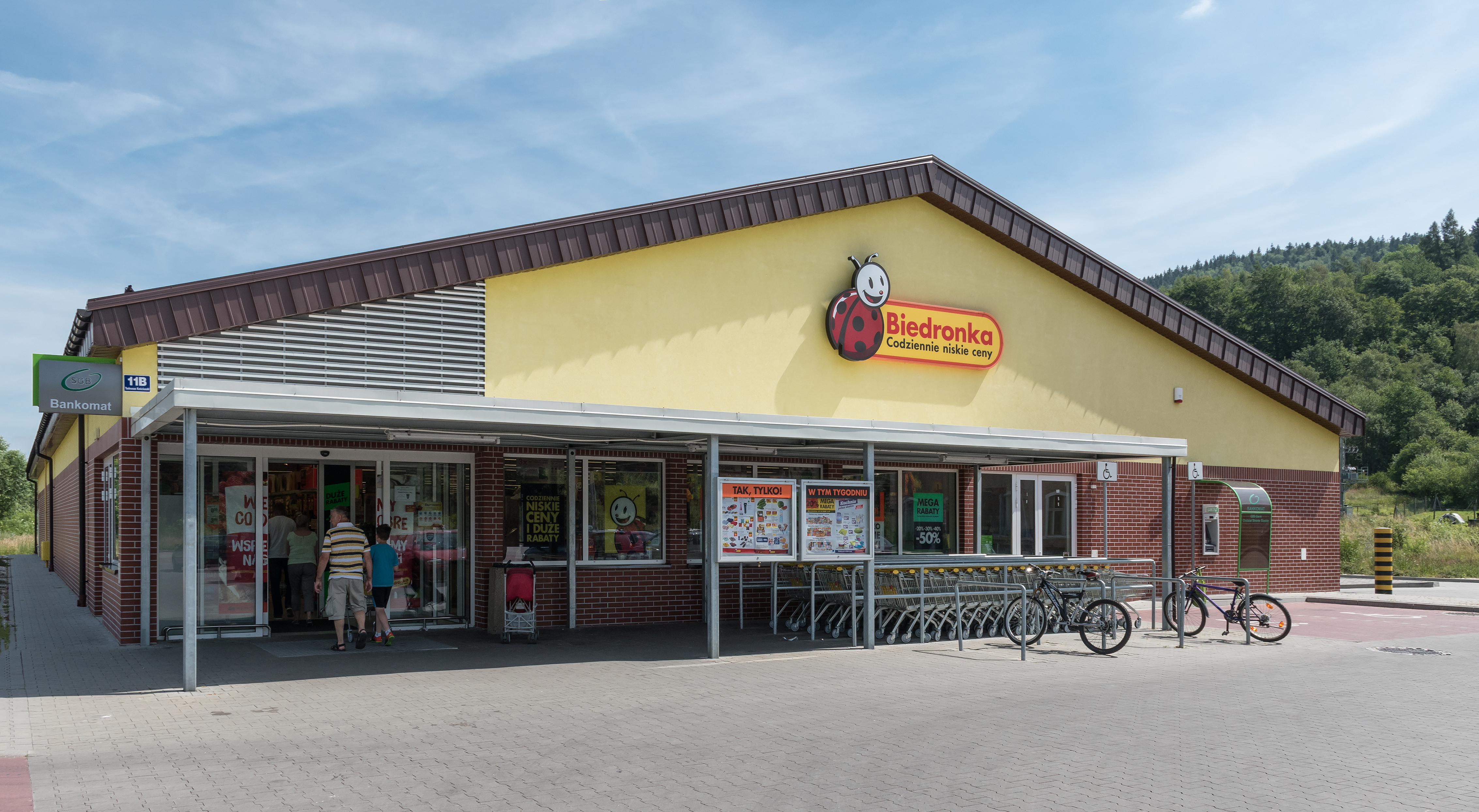
Магазин Biedronka в Строне-Шльонські
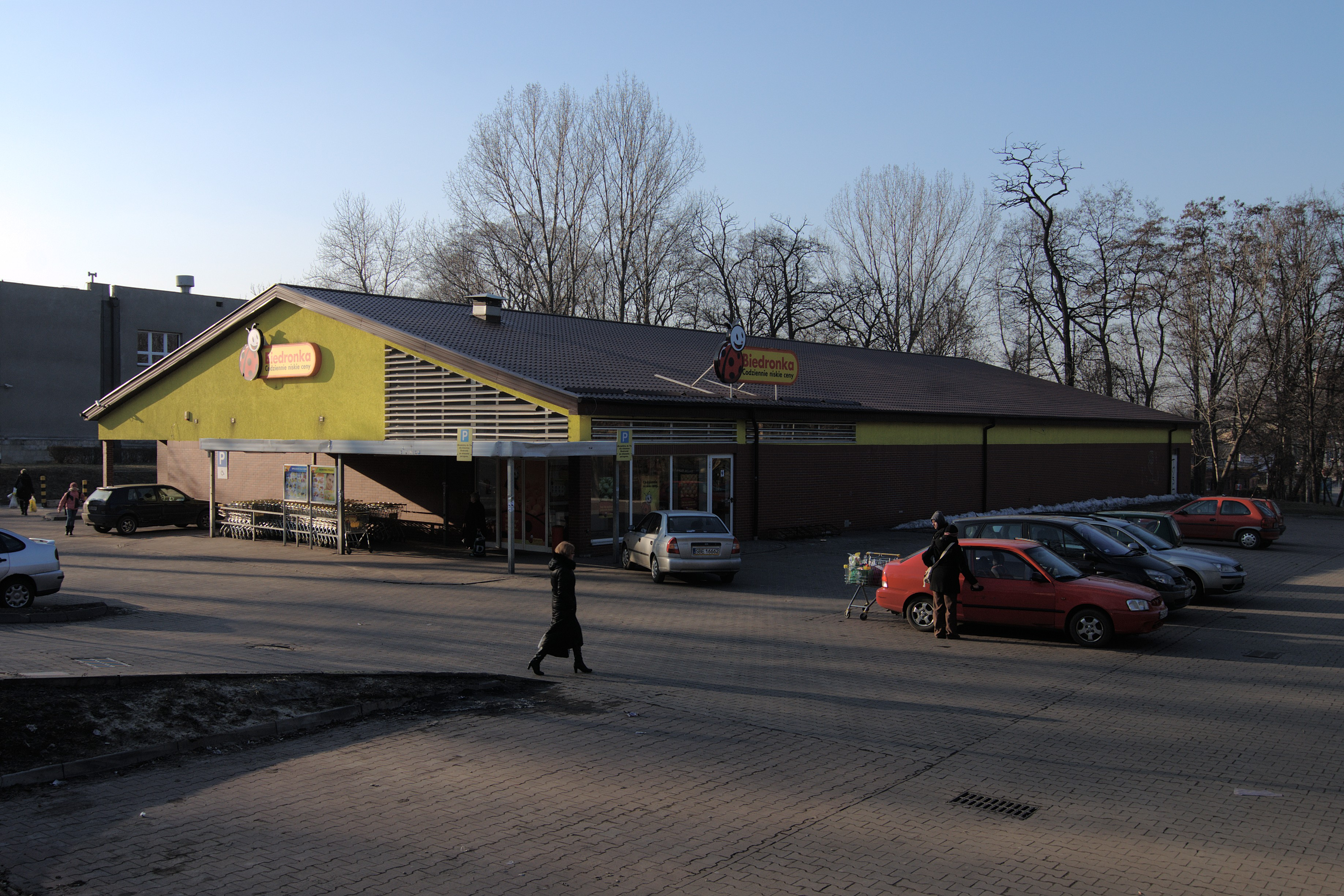
Магазин Biedronka в місті Руда-Шльонська
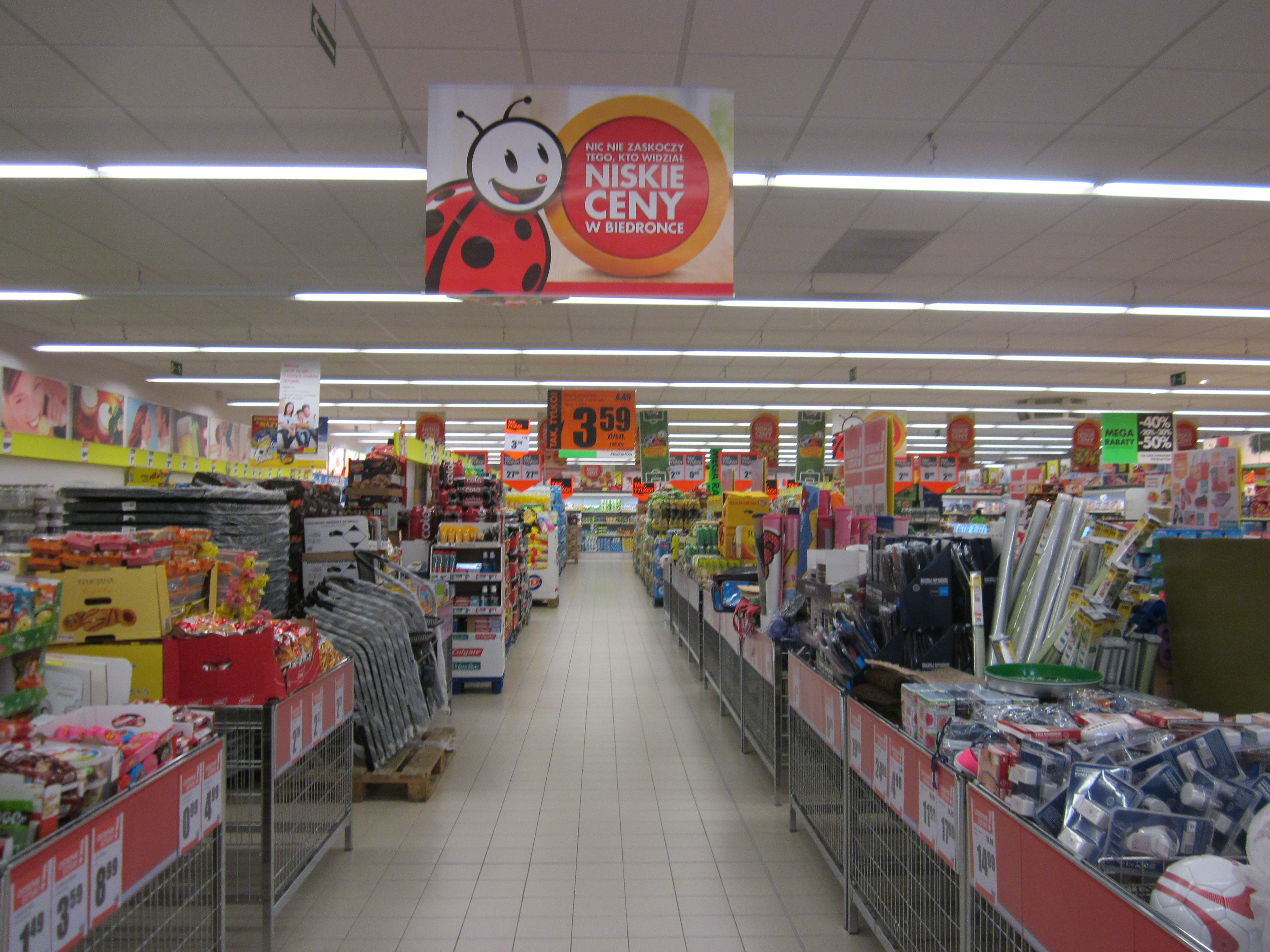
Всередині магазину Biedronka в Білостоку
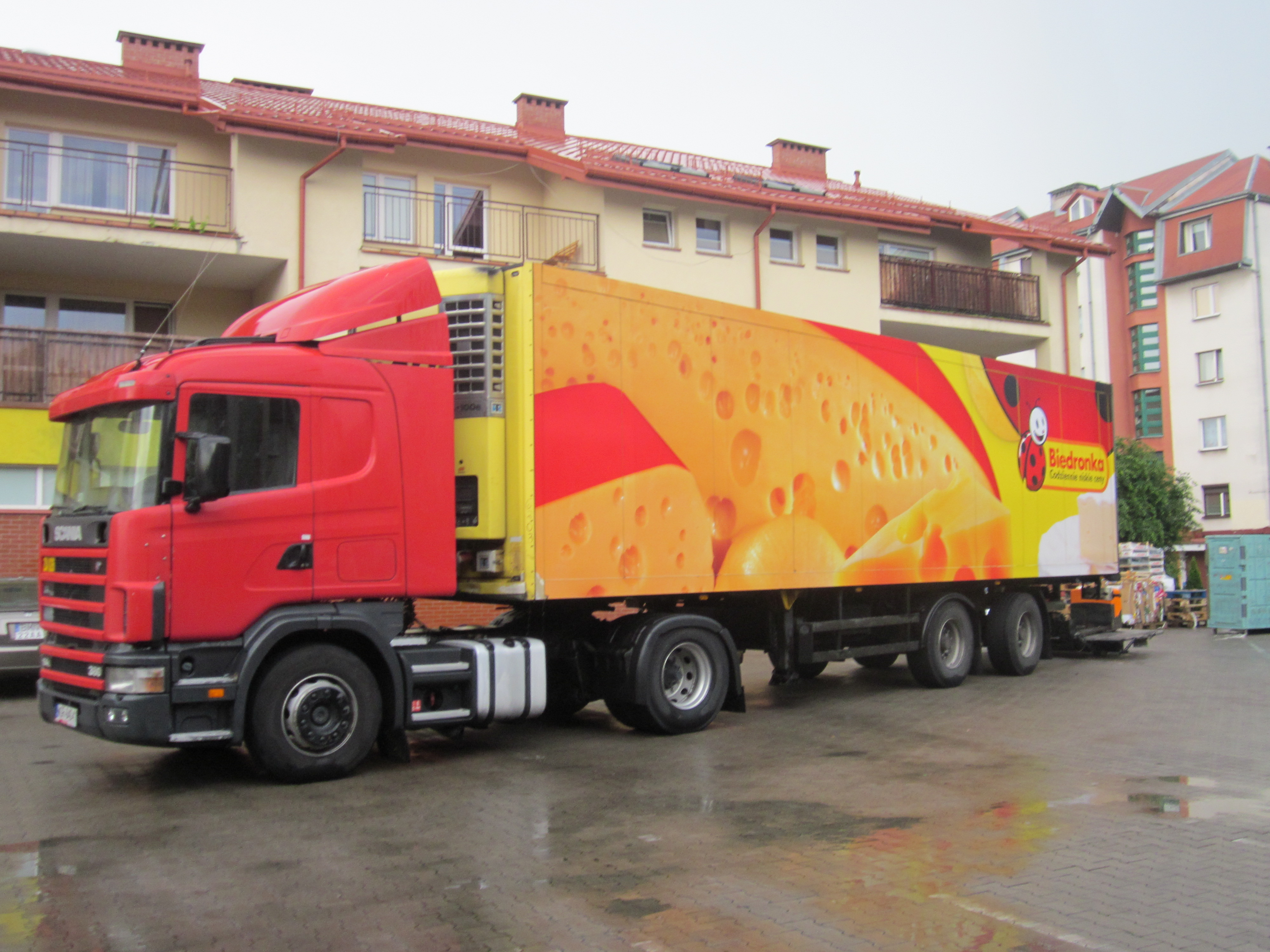
Вантажні автомобілі Biedronka